# نوى مخيخية عميقة
يمتلك المخيخ أربع نوى مخيخيّة عميقة مطمورة في مادته البيضاء المتوضعة مركزيَّاً.

## المدخلات
تتلقى هذه النوى مُدخلات تثبيطيّة من خلايا بركنجي في القشرة المخيخيّة ومُدخلات إثاريّة من مسارات الألياف الطحلبيّة والألياف المتسلّقة. كما تتشكَّل معظم ألياف المخرجات المخيخيّة من هذه النوى، باستثناء واحد لهذه القاعدة وهي الألياف التي تنشأ من الفص الندفي العقيدي والتي تتشابك مباشرة مع النوى الدهليزيّة بدون المرور عبر النوى المخيخيّة العميقة. تُمثّل النوى الدهليزيّة في جذع الدماغ منادداً للنوى المخيخيّة العميقة، حيث أن النوى الدهليزيّة تتلقى مُدخلات من الألياف الطحلبيّة وخلايا بركنجي.[بحاجة لمصدر]

## النوى المتخصصة
من الوحشيّ إلى الأنسيّ، تترتّب النوى المخيخية العميقة وفق الآتي: المسننة والصميّة والكروية والسقفية «الأوجيّة». لا تمتلك بعض الحيوانات (بما فيها الإنسان) نوىً صميّة وكرويّة منفصلة، وتمتلك بدلاً من ذلك النواة المتداخلة. أما في الحيوانات التي تمتلك نواتين صميّة وكرويّة منفصلتين فإن مصطلح «النواة المتداخلة» يُستخدم للإشارة إلى كلتا النواتين السابقتين معاً.

## التضاريس
عموماً، يرتبط كل زوج من النوى العميقة مع المنطقة المحيطة من التشريح السطحيّ للمخيخ.

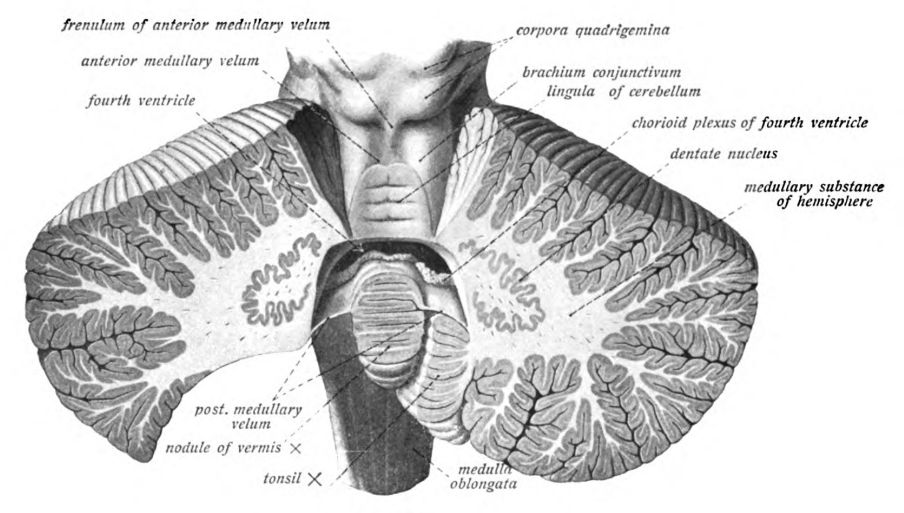
مقطع عرضي في المخيخ البشري، يُظهر النواة المسننة و البطين الرابع
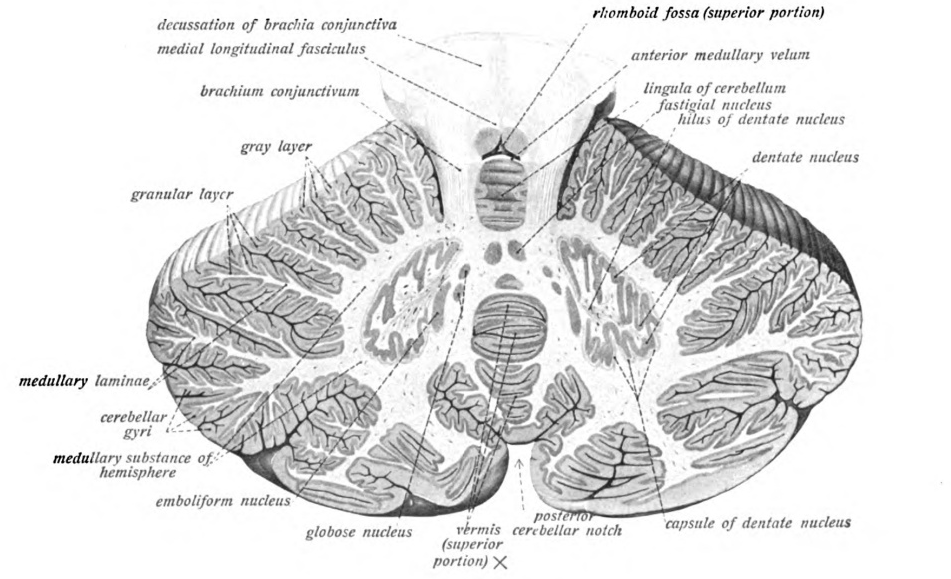
مقطع عرضي للمخيخ البشري، يُظهر النواة المسننة و مقطعاً عرضيَّاً في الدودة

- النوى المسننة تتوضَّع عميقاً في نصفي الكرة المخيخيّة الوحشيَّين
- تتوضَّع النوى المتداخلة في المنطقة جانب الدوديّة (جانب المتوسّطة)
- أما النوى السقفيّة «الأوجيّة» فتتوضع في الدودة.

تنشأ علاقات هيكليّة بين البنى السابقة بواسطة اتصالات عصبونيّة بين النوى والقشرة المخيخيّة المُشاركة،
- تتلقَّى النواة المسننة معظم اتصالاتها من نصف الكرة الوحشيّ
- أما النوى المتداخلة فتتلقَّى مُدخلات من جانب الدودة
- أما النواة السقفيّة «الأوجيّة» فتتلقَّى أليافاً واردة بشكل ئيسي من الدودة.

## روابط خارجية
- http://www.mona.uwi.edu/fpas/courses/physiology/neurophysiology/Cerebellum.html